# Norma (linguistica)
Il termine norma indica l'insieme delle regole linguistiche seguite dai parlanti come membri di una comunità linguistica. La norma descrive il comportamento linguistico a livello fonologico, lessicale, grammaticale ecc.
Il termine venne sviluppato dal linguista Eugen Coșeriu come termine intermedio tra quelli preesistenti di langue e parole. In questo senso, si tratta di una norma che descrive, e non di un insieme di regole da rispettare affinché un enunciato risulti corretto. In tal caso, invece, si parlerebbe di norma prescrittiva.